# John Amner
John Amner (Ely (Cambridgeshire), 1579 — ?, 1641) was een Brits componist. Erg weinig is over hem geweten, en zijn output is nagenoeg geheel beperkt tot kooranthems.
Daar echter deze werken in een niet gering aantal verzamelbundels van religieuze muziek opduiken, kunnen we met enige redelijkheid veronderstellen, dat ze daartoe de moeite waard zijn; Amners anthems getuigen van een zekere inventiviteit en laten zich door hun on-middelmatigheid opmerken. Vaak bevatten ze zowel orgel- als vedelbegeleiding. Hij publiceerde één muziekboek, Sacred Hymnes.
Vermeldenswaard zijn de kerstanthem O ye Little Flock, Consider, all ye Passers by, My Lord is hence Removed, een reeks orgelvariaties op de psalm O Lord, in Thee en I will Sing unto the Lord, for He hath Triumphed Gloriously, dat het mislukte complot van Guy Fawkes herdenkt.
- Bibliothèque nationale de France: cb14852802h (data)
- Gemeinsame Normdatei: 134943287
- International Standard Name Identifier: 0000 0000 7252 535X
- Library of Congress Control Number: nr92032097
- Nationale Bibliotheek van Letland: 000064876
- MusicBrainz: 84f4afe4-536c-4957-8677-33e0a6b161ea
- SNAC: w6614jr1
- Virtual International Authority File: 100996119
- WorldCat: E39PBJxrVWHK8QXfvw6VKG46rq